# فینگرینگهو
فینگرینگهو (به انگلیسی: Fingringhoe) یک روستا و محله مدنی در بریتانیا است که در Colchester واقع شده‌است. فینگرینگهو ۷۷۰ نفر جمعیت دارد.